# Torfhaus (Mockrehna)

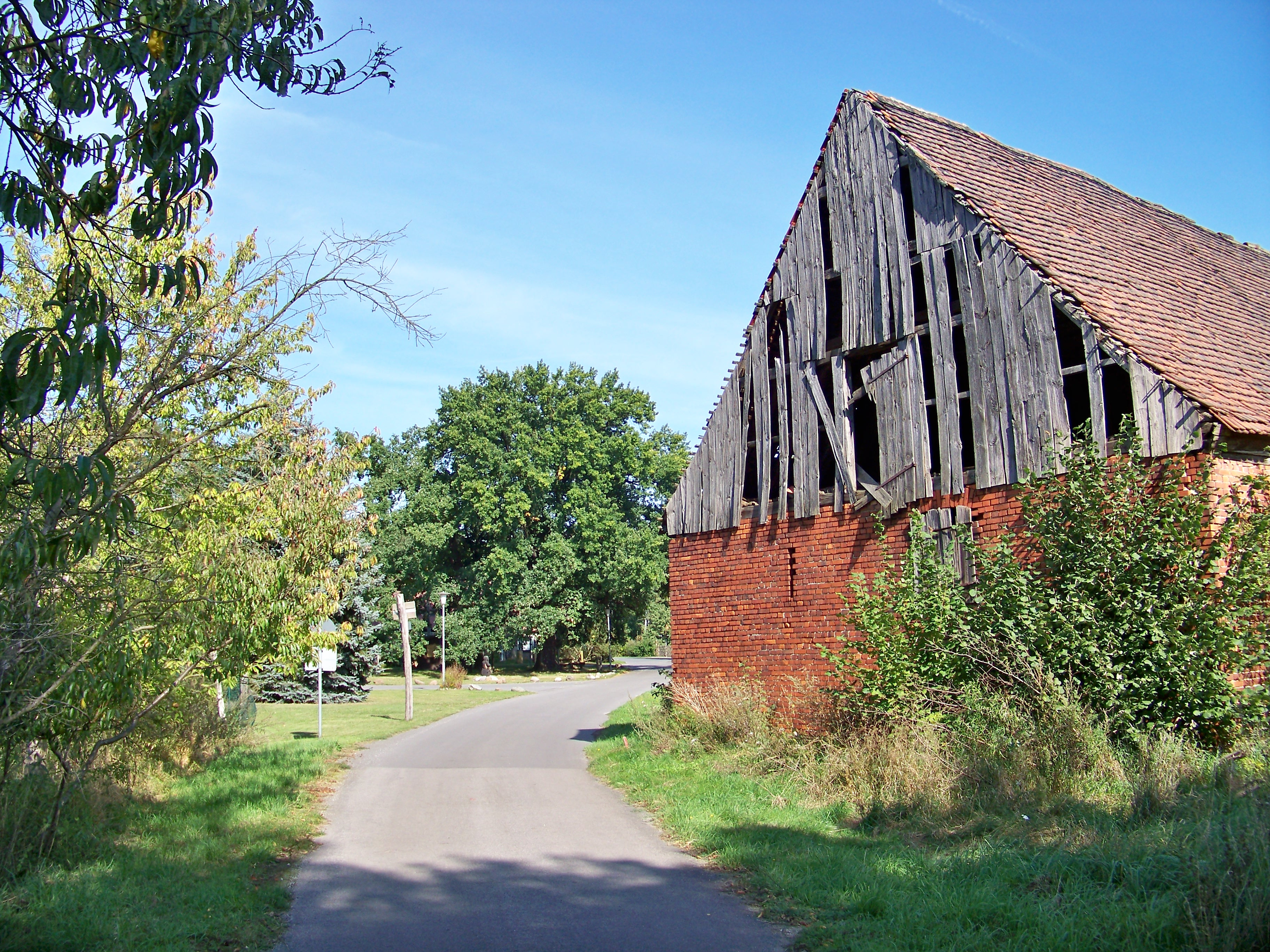
Südlicher Ortseingang von Torfhaus

Torfhaus ist ein Ortsteil der Gemeinde Mockrehna im Landkreis Nordsachsen (Sachsen).

## Geografie
Der Ort Torfhaus liegt nordwestlich des Hauptortes Mockrehna in der Dübener Heide im Gebiet zwischen Eilenburg, Bad Düben und Torgau. Nördlich des Ortes verläuft die Bundesstraße 183. Torfhaus liegt im Naturschutzgebiet Presseler Heidewald- und Moorgebiet mit einer Größe von etwa 6570 Hektar. Unmittelbar an Torfhaus mündet der Naturlehrpfad und ein Kilometer westlich der Winkelmühler Ameisenlehrpfad.

## Geschichte
Torfhaus wurde um etwa 1793 als Siedlung für Torfbauer des nahegelegenen Wildenhainer Bruchs angelegt, dessen Betrieb 1854 eingestellt wurde. 1966 wurde das Gebiet unter Naturschutz gestellt. 1929 kam Torfhaus zur Gemeinde Wildenhain und 1999 zusammen mit Wildenhain zur Gemeinde Mockrehna. 1855 wohnten 22 Menschen in Torfhaus.